# Federazione di hockey su ghiaccio della Nuova Zelanda
La Federazione neozelandese di hockey su ghiaccio (eng. New Zealand Ice Hockey Federation, NZIHF) è un'organizzazione fondata nel 1986 per governare la pratica dell'hockey su ghiaccio in Nuova Zelanda.
Ha aderito all'International Ice Hockey Federation il 2 maggio 1977.